# قائمة بمراكز التسوق في اسطنبول

## أرناؤوط كوي
- افلو34 Avlu34

## أتاشهير
- برانديوم Brandium
- بولفار 216 Bulvar 216
- ستييز كوزياتاغى (إيتشرين كوي كارفور) City's Kozyatağı (İçerenköy Carrefour)
- عمائر سكوير مول Emaar Square Mall
- متروبول اسطنبول Metropol İstanbul
- نوفادا Novada
- أوبتيموم Optimum
- بلاديوم Palladium
- الحديقة المائية Watergarden

## أفجيلار
- بيليجان مول Pelican Mall

## باغجيلار
- 212 أوتليت 212 Outlet

## باهجيلي إفلير
- قادير هاس Kadir Has
- ميتروبورت Metroport
- مدينة النجوم Starcity

## بكر كوي
- إيربورت أوتليت Airport Outlet
- أكوا فلوريا Aqua Florya
- أتاكوي بلس (آي بلس) Ataköy Plus (A Plus)
- أتريوم Atrium
- كاباسيتي Capacity
- كاريسيل Carousel
- فلاي إن Flyinn
- غاليريا Galleria
- مرمرة فورم Marmara Forum

## باشاك شهير
- دبوزيت أوتليت Deposite Outlet
- مول اوف اسطنبول Mall of İstanbul
- أوليمبا Olimpa

## بيرم باشا
- اسطنبول فوروم Forum İstanbul
- أكفاريوم Akvaryum

## بشكتاش
- أك مركز Akmerkez
- زورلو مركز Zorlu Center

## بيكوز
- أكر لوفت AcrLoft

## بيليك دوزو
- بيليجيوم Beylicium
- بيليك دوزو ميغروس Beylikdüzü Migros
- بيرلافيستا Perlavista

## باي أوغلو
- ديميرأورين استقلال Demirören İstiklal
- جراند بيرا Grand Pera

## بويوك شكمجة
- أتيروس Atirus

## تشكمى كوي
- كارديوم Kardiyum

## أسنيورت
- أك باتى Akbatı
- سيتي سنتر City Center
- مرمرة بارك Marmara Park
- توريوم Torium

## أيوب سلطان
- مركز تسوق أكسيس اسطنبول Axis İstanbul AVM
- فيالاند Vialand
- وايت هيل White Hill
- حديقة أيوب Eyüp Park
- نحن جواهر Biz Cevahir

## الفاتح
- أسيتانا هيستوريا Asitane Historia
- دوغو بانك Doğubank

## غازي عثمان باشا
- فينيزيا ميغا أوتليت Venezia Mega Outlet

## غونغورين
- غونغورين بارك Güngören Park
- كالى أوتليت Kale Outlet

## قاضي كوي
- كوزي Kozzy
- تيبى نوتيلوس Tepe Nautilus

## كاغت خانة
- أكسيس مول AXİS AVM
- سفير اسطنبول Sapphire İstanbul

## قارتال
- أناتوليوم مرمرة Anatolium Marmara
- استمارينا İstmarina

## كوتشوك شكمجة
- ارينا بارك Arena Park
- مركز أرموني بارك أوتليت ArmoniPark Outlet Center

## مال تبة
- غراند هاوس Grandhaus
- هيل تاون Hilltown
- مال تبة بارك Maltepe Park
- مال تبة بيازا Maltepe Piazza
- ريتيم اسطنبول Ritim İstanbul

## بنديك
- أتلانتيس Atlantis
- هوم سيتي Home City
- مارين تورك Marintürk
- نيومارين Neomarin
- بندوريا Pendorya
- فيا / بورت Via/Port
- لنس مول Lens AVM

## شيشلي
- أستوريا Astoria
- جواهر Cevahir
- مدينة نيشانتاشي City's Nişantaşı
- كانيون ليفينت Kanyon Levent
- مترو سيتي Metrocity
- أوز ديليك إسطنبول ÖzdilekPark İstanbul
- بروفايل Profilo
- ترمب Trump

## سانجاك تبى
- مول تشامسان بارك ÇamsanPark AVM
- رينغز مول Rings AVM

## ساريير
- إستيني بارك İstinye Park
- وادي إسطنبول Vadistanbul
- يونيك إسطنبول UNIQ İstanbul

## سيليفري
- سيليفري مول Silivri AVM
- فيجا مول Vega AVM

## سلطان بيلي
- مول أطلاس بارك AtlasPark AVM
- بلاتو مول Plato AVM

## سلطان غازي
- فيجا مول Vega AVM

## توزلا
- فيابورت مارينا Viaport Marina
- توزلا بورت Tuzla Port

## عمرانية
- أكياكا بارك Akyaka Park
- بوياكا Buyaka
- جان بارك Canpark
- ميتروكورنر Metrocorner
- ميتروغاردن Metrogarden
- ميدان اسطنبول Meydan İstanbul

## أوسكودار
- أك-آسيا أجى بادم Ak-Asya Acıbadem
- كابيتول Capitol
- نيف تشارشي أوسكودار NevÇarşı Üsküdar

## زيتين بورنو
- مركز اوليفيوم اوتليت Olivium Outlet Center
- زروج بورت Zeruj Port